# 주력함

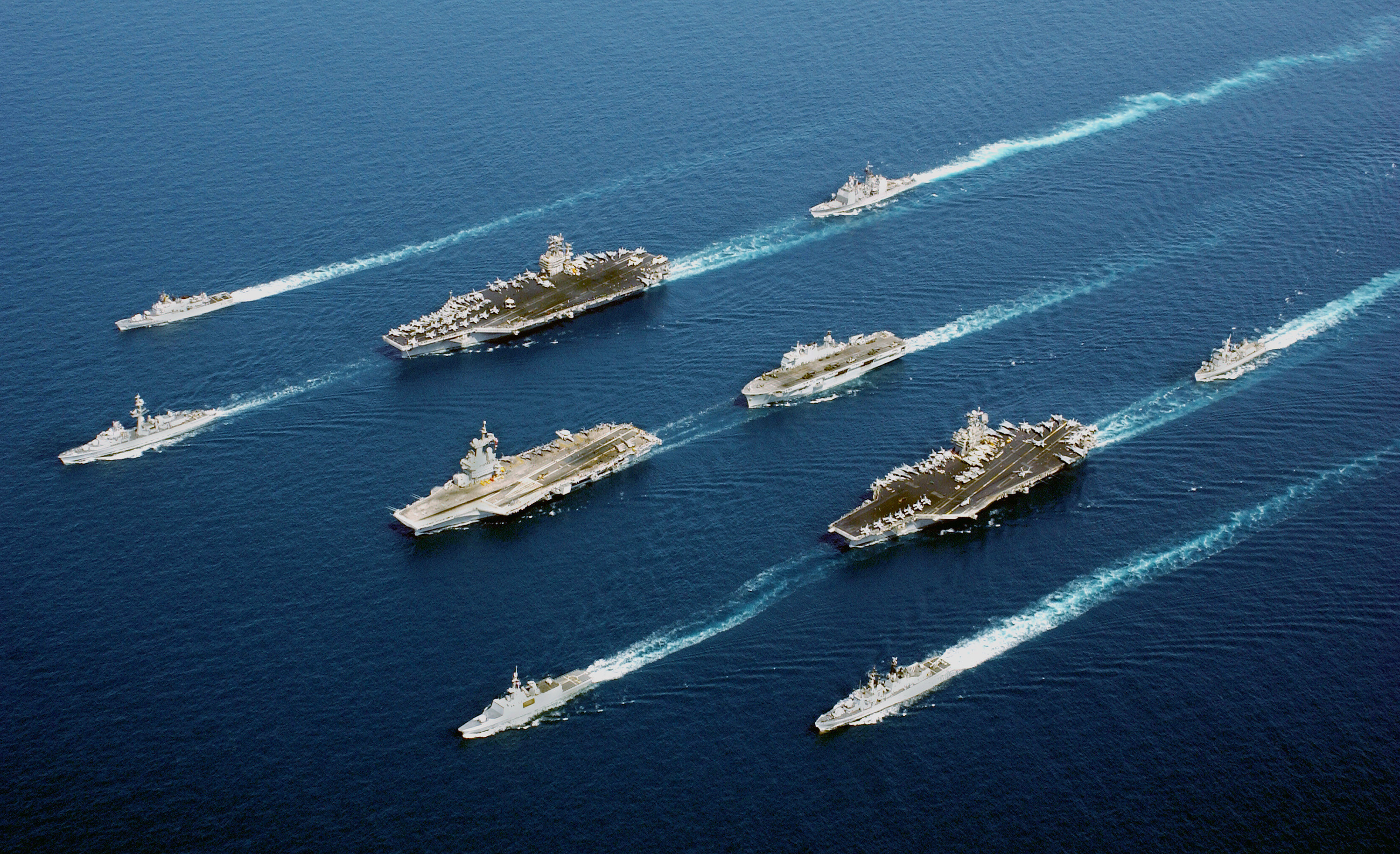
항공모함은 대부분의 현대 대양해군의 주요 주력함을 이룬다.

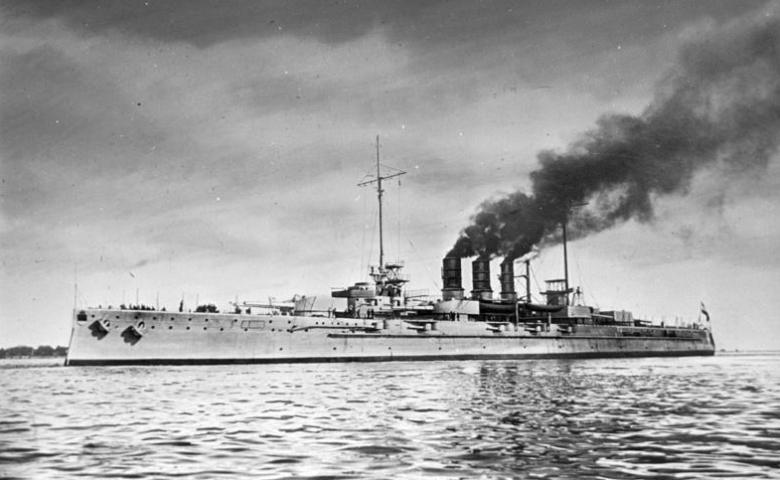
전함은 범선이 사용되지 않게 된 후 주요 주력함이 되었고, 제2차 세계 대전까지 그러했다. 사진은 독일의.

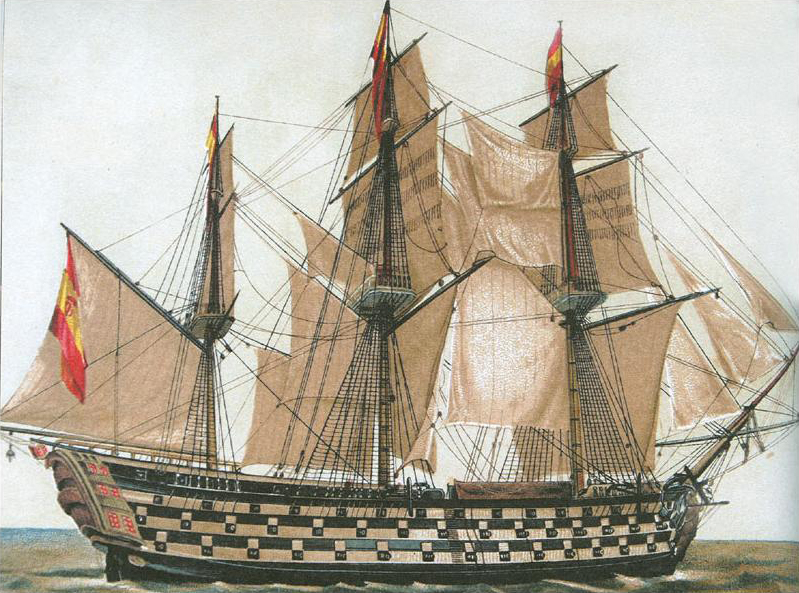
전열함은 범선 시대의 주력함이었다. 사진은 스페인 해군의 산타 아나로, 112문의 포를 장착한 매우 큰 예시이다.

주력함(主力艦, capital ship)은 해군의 가장 중요한 군함이다. 일반적으로 각 함대 내 다른 군함과 비교했을 때 더 큰 함선을 의미한다. 주력함은 일반적으로 함대의 선도함 또는 주요 함선이다.

## 전략적 함의
일반적으로 분류에 대한 공식적인 기준은 없지만, 해군 전략에서는 유용한 개념이다. 예를 들어, 톤수나 포 구경의 특정 세부 사항을 고려할 필요 없이 작전 전구에서의 상대적인 해군력을 비교할 수 있다.
이에 대한 주목할 만한 예는 말레이 해전에서 제2차 세계 대전 싱가포르 방어 계획에 적용되었던 머핸주의 교리이다. 당시 영국 왕립 해군은 대서양 및 태평양 전구 사이에 전함과 순양전함을 할당하는 것을 결정해야 했다. 머핸주의 교리는 일본 제국 해군에도 적용되어 진주만 공격과 미국 태평양 함대의 전함을 목표로 한 예방적 조치로 이어졌다. 태평양 전쟁으로 더 흔히 알려진 아시아-태평양 전구의 해군적 특성으로 인해 미국 해군은 대부분의 전함과 항공모함을 태평양에 배치해야 했다. 유럽의 전쟁은 주로 육상전이었고, 결과적으로 독일의 수상 함대는 작았으며, 대서양 전투에 사용된 호위함은 U보트 위협에 대항하기 위한 구축함과 구축함 호위함이 대부분이었다.

## 범선 시대
19세기 후반에 모든 강철 선체가 등장하기 전, 범선 시대의 주력함은 일반적으로 영국 왕립 해군의 등급 분류 체계에서 전열함의 1등급, 2등급, 3등급 또는 4등급에 해당하는 함선을 의미하는 것으로 이해되었다.
- 1등급: 100문 이상의 함포, 일반적으로 3~4개의 갑판에 탑재되었다. 4개의 갑판을 가진 함선은 거친 바다에서 취약했으며, 가장 낮은 갑판은 잔잔한 조건이 아니면 거의 발사할 수 없었다.
- 2등급: 90~98문.
- 3등급: 64~80문 (64문의 3등급 함선은 작고 어떤 시대에도 그리 많지 않았다).
- 4등급: 46~60문. 1756년까지 이 함선들은 전열에서 싸우기에는 너무 약하다는 것이 인정되어 보조 임무로 강등되었지만, 더 큰 전열함이 항해할 수 없는 얕은 북해와 미국 연안에서도 복무했다.

프리깃은 5등급 함선이었고, 6등급은 소형 프리깃과 코르벳으로 구성되었다. 나폴레옹 전쟁 말기와 19세기 후반에는 일부 더 크고 강력한 프리깃이 4등급으로 분류되었다.

## 전함 / 순양전함

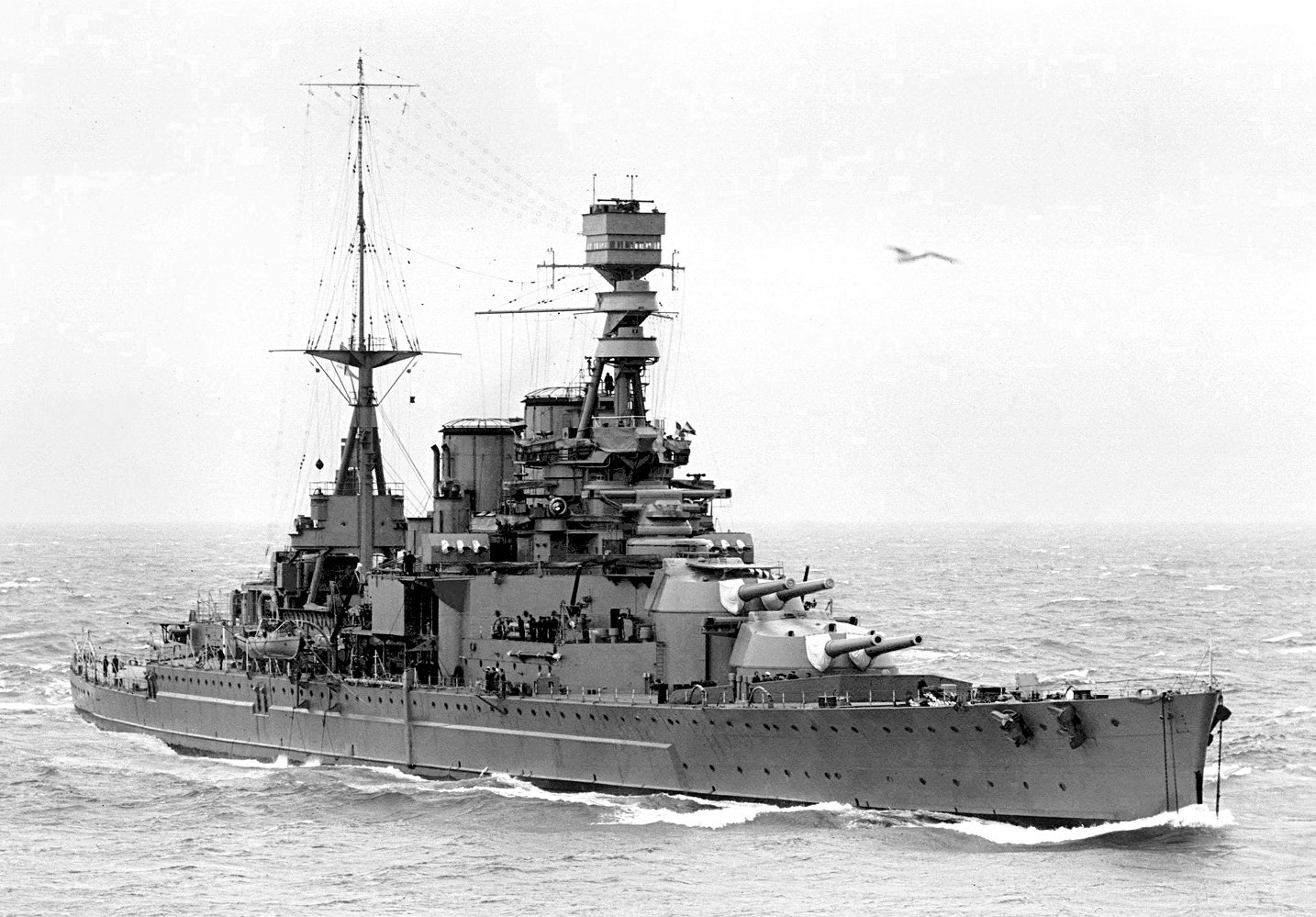
영국 순양전함

"주력함"이라는 용어는 1909년에 만들어졌으며, 1920년대와 1930년대의 군축 조약, 즉 1922년 워싱턴 해군 군축 조약, 1930년 런던 해군 군축 회담, 그리고 1936년 제2차 런던 해군 군축 협정에서 공식적으로 정의되었다. 이는 주로 드레드노트 혁명의 결과로 나타난 함선들, 즉 드레드노트 전함(처음에는 드레드노트, 나중에는 전함으로 알려짐)과 순양전함에 적용되었다. 이 용어는 1936년 몽트뢰 협약에서도 정의되어 있다.
20세기, 특히 제1차 세계 대전과 제2차 세계 대전에서는 전형적인 주력함으로 전함과 순양전함이 있었다. 위의 모든 함선은 배수량 20,000톤 이상으로 대구경 포와 중장갑 방호를 갖추고 있었다.

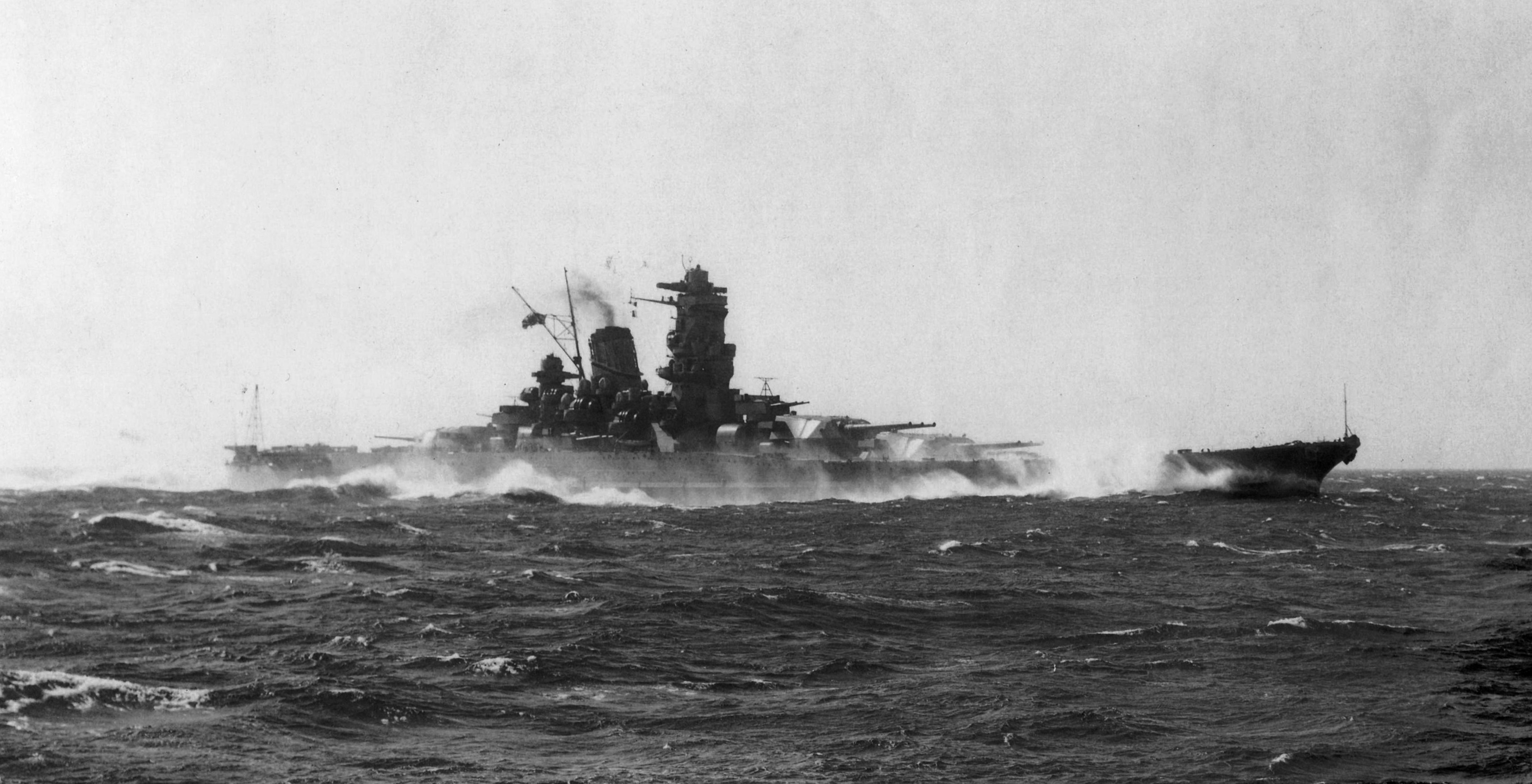
일본 전함 야마토, 최대 규모 전함급의 선도함

순양함은 중요한 함선이었음에도 불구하고 주력함으로 간주되지 않았다. 제2차 세계 대전에서 위의 예외는 도이칠란트급 순양함급이었다. 이 함급은 기술적으로는 중순양함과 유사했지만, 더 느리고 훨씬 더 무거운 포를 가졌으며, 전쟁해군의 몇 안 되는 중형 수상함이었기 때문에 일부에서는 주력함으로 간주되었다 (따라서 영국에서는 "포켓 전함"이라는 명칭을 붙였다). 미국의 알래스카급 순양함급, 네덜란드의 디자인 1047 순양전함 그리고 일본의 디자인 B-65 순양함은 해군 라이벌들이 건조하는 중순양함에 대항하기 위해 특별히 계획되었으며, "초중순양함", "대형 순양함", 심지어 "무제한 순양함"으로 묘사되기도 했으며, 일부에서는 순양전함으로 간주되어야 한다고 주장하기도 했다. 그러나 이들은 결코 주력함으로 분류되지 않았다.
냉전 기간 동안 소련 해군의 키로프급급 대형 미사일 순양함은 제2차 세계 대전 시대의 전함 및 순양전함과 맞먹는 배수량을 가지고 있어, 그 시대의 새로운 주력함을 정의할 수도 있었다. 그러나 기술적 설계 측면에서 키로프급은 핵 추진력을 갖춘 단순히 초대형 유도 미사일 순양함이다.

## 항공모함

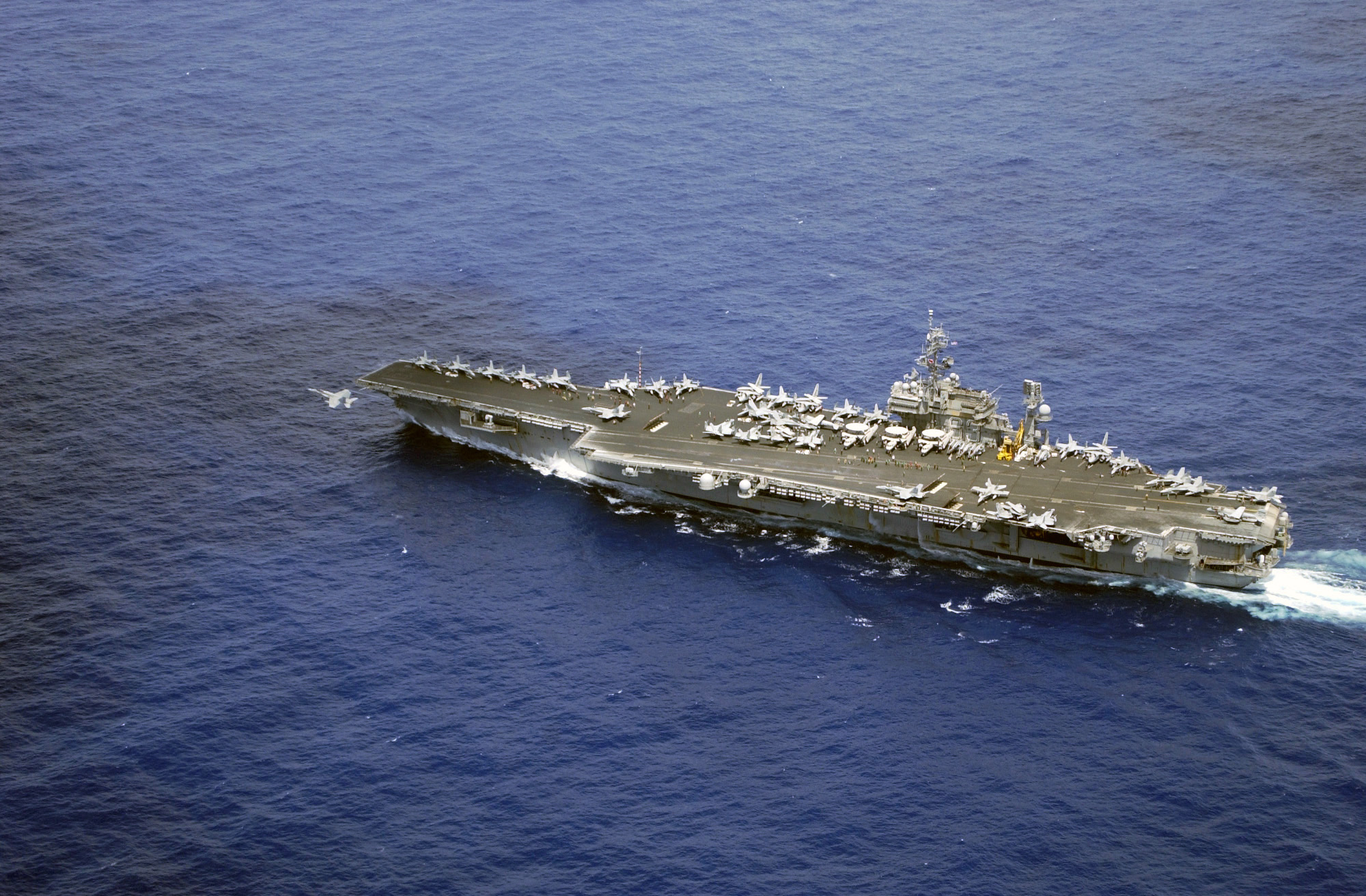
현대 항공모함의 비행 갑판에서 이륙하는 F/A-18 호넷

1942년 말에 이르러서야 항공모함은 보편적으로 주력함으로 간주되었다. 목적에 맞게 건조되었거나 전함/순양전함 선체에서 개조된 대형 함대 항공모함만이 주력함으로 간주되었고, 경항공모함(종종 순양함 선체 사용) 및 호위항공모함(종종 상선 선체 사용)은 그렇지 않았다. 진주만 공격으로 태평양 함대의 전함 8척이 침몰하거나 손상된 후 미국 해군은 주로 항공모함에 의존할 수밖에 없었다.
21세기에는 항공모함이 유일하게 남은 주력함으로, 그 능력은 포와 구경이 아닌 가용 갑판과 갑판당 항공기 수로 정의된다. 미국은 현대 항공모함의 두 가지 범주에서 모두 우위를 점하고 있으며, 각각 거의 100대의 전술 항공기를 싣고 발진할 수 있는 11척의 현역 대형항공모함과 다른 국가들이 운용하는 경VSTOL 항공모함과 동등한 "해상 통제함" 구성의 9척의 강습상륙함을 보유하고 있다.

## 원자력 잠수함

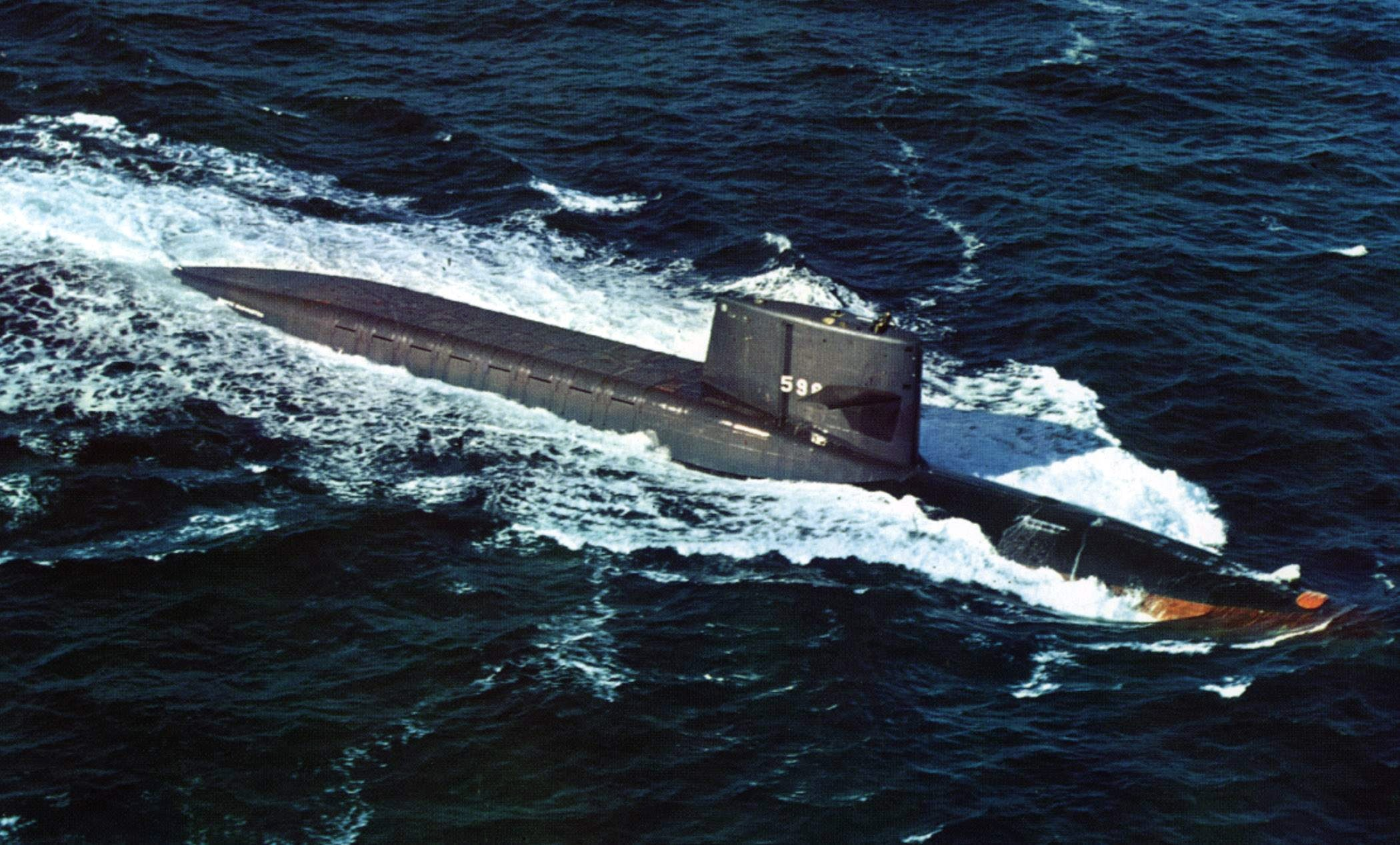
미국 탄도미사일 잠수함

원자력 잠수함은 중요한 함선이며 초기 전함과 톤수 면에서 유사하지만, 일반적으로 한 국가의 핵 억지력의 일부로 간주되며 전통적인 주력함의 해상 통제 임무를 공유하지 않는다. 그럼에도 불구하고 영국 왕립 해군과 미국 해군을 포함한 많은 해군들은 이 함선들을 주력함으로 간주하며, 드레드노트, 뱅가드, 오클라호마, 아이오와와 같이 이전에 전함에 사용되었던 이름을 일부 잠수함에 부여했다.

## 명명
일부 해군은 주력함에 특정 이름을 할당한다. 주력함에 할당되는 이름으로는 국가원수(예: 비스마르크), 중요한 장소, 역사적으로 중요한 해군 장교 또는 해군성(예: 더 라위터), 역사적 사건이나 사물(예: USS 컨스티튜션), 그리고 전통적인 이름(예: HMS 아크 로열)이 있다. 그러나 이 규칙에는 몇 가지 예외가 있다.
USS 텍사스 (최초의 미국 전함)을 시작으로, 미국의 주력함은 전통적으로 미국 주 이름을 따서 명명되었다. 순양함은 일반적으로 미국 영토(예: 제2차 세계 대전 직전 및 도중의 알래스카급 순양함) 또는 미국 도시의 이름을 따서 명명된다. 제2차 세계 대전 이전 및 도중, 일본 제국 해군도 지방 이름을 따서 전함을 명명하는 관행을 따랐다(예: 야마토).
현대 함대에 대한 중요성에도 불구하고, 미국 해군은 항공모함에 미국 주 이름을 사용한 적이 없다. 오늘날 미국 항공모함은 일반적으로 제럴드 R. 포드 및 체스터 W. 니미츠와 같이 미국 해군 역사에서 주목할 만한 정치인 및 기타 개인의 이름을 따서 명명되지만, 엔터프라이즈는 예외이다.
트라이던트 미사일 장착 탄도미사일 잠수함의 첫 번째 함급(즉, 오하이오급)을 시작으로, 미국 원자력 잠수함에 주 이름이 적용되었다. 이전 탄도미사일 잠수함(예: 포세이돈 미사일 장착 잠수함)은 주 이름이 아니었다. 마지막 오하이오급 잠수함이 완성된 후, 주 이름은 공격 잠수함에도 적용되었다(예: 버지니아급). 이전 공격 잠수함은 보통 해양 동물이나, 로스앤젤레스급부터는 도시 및 읍 이름을 따서 명명되었다.

## 같이 보기
- 전열함
- 기함
- 드레드노트
- 전함
- 순양전함
- 항공모함
- 원자력 잠수함